# Overcooked 2
Overcooked 2 (« Trop cuit 2 ») est un jeu vidéo de simulation de cuisine coopératif développé par Ghost Town Games et Team17 et publié par Team17. Overcooked 2 est la suite de Overcooked, il est sorti sur Microsoft Windows, Nintendo Switch, PlayStation 4 et Xbox One en août 2018.

## Système de jeu
Overcooked 2 est jeu de simulation de cuisine coopératif. Des équipes de quatre joueurs maximum préparent et cuisinent des commandes dans des restaurants absurdes. Les joueurs hachent et cuisent les ingrédients, les combinent dans des assiettes et servent les plats via un tapis roulant. La suite se construit comme dans le premier jeu sorti en 2016, avec de nouveaux niveaux interactifs, des thèmes de restaurants, des costumes de chef et des recettes à suivre. Certains niveaux ont des planchers mobiles et d'autres obstacles qui compliquent l'organisation de la cuisine.

## Développement
Overcooked 2 est sorti sur Nintendo Switch, PlayStation 4, Microsoft Windows et Xbox One le 7 août 2018. Il avait été annoncé un mois avant, à l'E3 2018. Au sommet du jeu de base, les développeurs ont créé du contenu complémentaire cosmétique, tel qu'un costume de personnage exclusif à la version Nintendo Switch et un pack de costumes de personnage en bonus de pré-commande.

## Contenu additionnel
Overcooked 2 propose six contenus téléchargeables gratuitement, regroupés dans le Seasonal Updates :
- Kevin's Christmas Cracker (5 niveaux)
- Chinese New Year (7 niveaux)
- Winter Wonderland  (5 niveaux)
- Spring Festival  (5 niveaux)
- Sun's out Buns out (5 niveaux)
- Moon Harvest Festival (5 niveaux)

Il propose également cinq contenus payants :
- Surf 'n' Turf (13 niveaux)
- Campfire Cook Off (15 niveaux)
- Night of the Hangry Horde (20 niveaux)
- Carnival of Chaos (15 niveaux)
- Too Many Cooks (6 chefs)

## Accueil

### Critique
Le jeu a été bien reçu par la presse spécialisée. L'agrégateur Metacritic donne les scores moyens suivants au jeu : les versions Switch et Xbox One ont un score de 83 sur 100, la version PS4 obtient 81 sur 100 et la version PC 80 sur 100.

### Prix
| Année | Prix                                                  | Catégorie                                   | Résultat   | Ref    |
| ----- | ----------------------------------------------------- | ------------------------------------------- | ---------- | ------ |
| 2018  | Game Critics Awards                                   | Meilleur jeu familial                       | Lauréat    | [ 15 ] |
| 2018  | Game Critics Awards                                   | Meilleurs jeu indépendant                   | Nomination | [ 15 ] |
| 2018  | Golden Joystick Awards                                | Meilleur jeu en coopération                 | Nomination | ,      |
| 2018  | The Game Awards 2018                                  | Meilleur jeu pour la famille                | Lauréat    | ,      |
| 2018  | Gamers' Choice Awards                                 | Jeu de famille multijoueur préféré des fans | Nomination | [ 20 ] |
| 2018  | Australian Games Awards                               | Titre famille/enfants de l'année            | Nomination | [ 21 ] |
| 2019  | National Academy of Video Game Trade Reviewers Awards | Control Design, 2D or Limited 3D            | Nomination | [ 22 ] |
| 2019  | National Academy of Video Game Trade Reviewers Awards | Game, Franchise Family                      | Nomination | [ 22 ] |
| 2019  | SXSW Gaming Awards                                    | Excellent en multijoueur                    | Nomination | [ 23 ] |
| 2019  | 15th British Academy Games Awards                     | Jeu britannique                             | Nomination | [ 24 ] |
| 2019  | 15th British Academy Games Awards                     | famille                                     | Nomination | [ 24 ] |
| 2019  | 15th British Academy Games Awards                     | Multijoueur                                 | Nomination | [ 24 ] |
| 2019  | Italian Video Game Awards                             | Meilleur jeu en famille                     | Nomination | [ 25 ] |
| 2019  | Develop:Star Awards                                   | Jeux de l'année                             | En attente | [ 26 ] |